# Epitola daveyi
Epitola daveyi är en fjärilsart som beskrevs av Roche 1954. Epitola daveyi ingår i släktet Epitola och familjen juvelvingar. Inga underarter finns listade i Catalogue of Life.